# Station Feldkirch
Feldkirch is een station in de Oostenrijkse deelstaat Vorarlberg dat werd geopend op 1 juli 1872. Op het station komen de Vorarlbergerspoorweg en de spoorlijn door Liechtenstein bij elkaar.